# Naturenergie Holding
Die Naturenergie Holding AG (Eigenschreibweise naturenergie holding AG, ehemals Energiedienst Holding AG) mit Sitz in Laufenburg im Schweizer Kanton Aargau ist ein binationales Energieversorgungsunternehmen, das in Südbaden, der Nordwestschweiz und im Wallis elektrischen Strom und energienahe Dienstleistungen anbietet und Energieerzeugungsanlagen baut.

## Geschichte

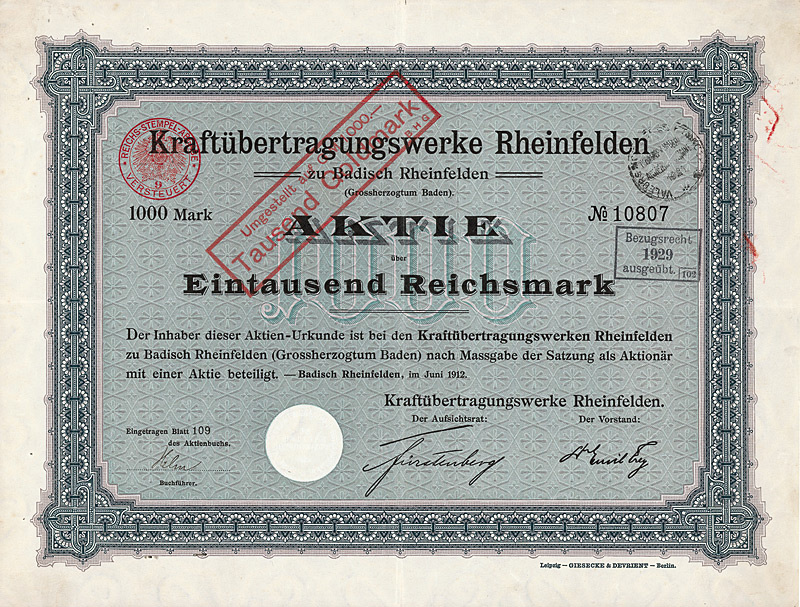
Aktie über 1000 Mark der Kraftübertragungswerke Rheinfelden vom Juni 1912

Ein Jahr nach ihrer Gründung 1894 erhielt die Kraftübertragungswerke Rheinfelden AG (KWR) die Konzession für ein Rheinkraftwerk in Rheinfelden. 1898 nahm das Wasserkraftwerk – das erste am Hochrhein und das damals grösste Wasserkraftwerk in Europa – seinen Betrieb mit 20 Turbinen auf. Es hatte eine installierte Leistung von rund 12 Megawatt.
1908 wurde die Aktiengesellschaft Kraftwerk Laufenburg (KWL) gegründet. 1912 ging das Doppelkraftwerk Augst-Wyhlen in Betrieb. Die auf der deutschen Seite gelegene Kraftwerkshälfte in Wyhlen wurde von KWR errichtet. In Laufenburg begann KWL 1914 mit dem ersten quer zum Fluss gebauten Kraftwerk mit zehn Turbinen und einer installierten Leistung von 40 Megawatt mit der Energie-Erzeugung aus Wasserkraft.
Zu einem zweiten Standbein entwickelte sich nach dem Zweiten Weltkrieg der Handel mit elektrischem Strom. Die Nachfrage nach Strom in der Schweiz stieg rasant an und es musste Strom importiert werden. KWL verschaffte sich eine Schlüsselposition im Energieverbund Südwest-Deutschland, der Schweiz, Italien und Frankreich. 1956 wurde die Elektrizitäts-Gesellschaft Laufenburg als Tochter der KWL gegründet und ein Jahr später an die Börse gebracht. Sie übernahm den Stromhandel und nach und nach die Stromleitungen aus dem Verbundsystem. Die frühere Schalt- und Umspannanlage von KWL wurde als «Stern von Laufenburg» zu einem Knotenpunkt des europäischen Energieaustauschs. Die Schweizer Elektrowatt, die bereits die Wasserkraftwerke in Rheinfelden, Wyhlen und Laufenburg finanziert hatte, stieg 1969 zu 51 % bei der EGL ein, erwarb zu Beginn der 1990er Jahre weitere Anteile und schliesslich 2002 dann die restlichen 8,3 Prozent.
In den Jahren 1986 bis 1990 wurden die Konzessionen für Laufenburg, Wyhlen und Rheinfelden verlängert, verbunden mit der Auflage, die installierte Leistung der Kraftwerke zu erhöhen. Wyhlen und Laufenburg wurden modernisiert, während Rheinfelden vollständig neu gebaut wurde. Der Baubeginn des Neubaus Rheinfelden erfolgte 2003. 2010 wurden die ersten Turbinen in Betrieb genommen. Im September 2011 wurde das neue Wasserkraftwerk Rheinfelden offiziell eingeweiht.
Ende der 1990er Jahre liberalisierte sich der Strommarkt in Deutschland. Die Folge waren sinkende Strompreise und eine Neuorganisation der deutschen Energieversorger. KWL und KWR kooperierten und gründeten 1998 die Naturenergie, welches eins der ersten Ökostromanbieter in Deutschland war. Der rechtliche und kapitalmässige Zusammenschluss von KWR und KWL erfolgt in den Jahren 2002 bis 2003. Die Anteile der KWR wurden durch die KWL erworben und KWR Anfang 2003 in Energiedienst umbenannt. KWL änderte kurz darauf auch den eigenen Namen in Energiedienst Holding. Die Struktur der damit gegründeten Energiedienst-Gruppe besteht heute aus der Energiedienst Holding (EDH) diversen Tochtergesellschaften.
2004 übernahm die EnBW eine Aktienmehrheit von rund 75 % an der EDH. Dabei erhielt die Holding mit der Marke Naturenergie im EnBW-Konzern die Funktion eines überregionalen Stromanbieters. 2008 übernahm EDH von der EnBW deren Anteile der Walliser EnAlpin; im Gegenzug stockte die EnBW im Wege einer Kapitalerhöhung bei der EDH ihren Anteil auf 81,7 % auf. Im Dezember 2011 beteiligten sich die Services Industriels de Genève mit rund 15 % an der EDH und wurden damit nach der EnBW zweitgrösste Aktionärin, während der Anteil der Hauptaktionärin EnBW auf 66,7 % sank.
2024 erfolgte die Umfirmierung von Energiedienst Holding zu Naturenergie Holding. Die Unternehmens-Gruppe erzeugt und vertreibt Strom aus Wasserkraft in Südbaden, in der Nordwestschweiz und im Wallis. Eigene Netzbetriebe sichern die Stromversorgung. Die Holding beschäftigt mehr als 1'300 Mitarbeitende, davon etwa 50 Lehrlinge.

## Beteiligungen
Die wichtigsten Beteiligungen der Unternehmens-Gruppe sind:
- naturenergie hochrhein AG (bis 2023 als Energiedienst AG) mit Sitz in Rheinfelden (Baden), 100 % Tochter für die Stromproduktion und Vertrieb
- ED Netze GmbH, 100 % Tochter für Netze und Stromverteilung (9 % direkt gehalten, 91 % über Energiedienst AG)
- NaturEnergie AG, ehemals verantwortlich für den nationalen Vertrieb von Ökostrom ausserhalb des Netzgebiets wurde 2016 auf die Energiedienst verschmolzen
- EnAlpin AG mit Sitz in Visp, 100 % Tochter für die Stromproduktion und den Vertrieb mit Schwerpunkt Wallis (hält ihrerseits weitere Beteiligungen)
- Stadtwerke Bad Säckingen GmbH, 29,3 % Beteiligung (über diese indirekt beteiligt an[2]: Stadtwerke Wehr GmbH, Windkraft Römlinsdorf KG in Alpirsbach, BürgerEnergie Bad Säckingen eG, Wasserverbund Hochrhein GmbH Bad Säckingen, Parkhaus GmbH Bad Säckingen)
- Energieversorgung Oberes Wiesental GmbH, 24 % Beteiligung
- Energieversorgung Südbaar GmbH, 50 % Beteiligung
- Stadtwerke Wehr GmbH, 24,5 % direkte Beteiligung, zusätzlich indirekte Beteiligung über die Stadtwerke Bad Säckingen GmbH
- Kraftwerk Ryburg-Schwörstadt AG, 13 % Beteiligung
- Rheinkraftwerk Säckingen AG, 12,5 % Beteiligung
- Rheinkraftwerk Albbruck-Dogern, 5 % Beteiligung
- Schluchseewerk AG, 12,5 % Beteiligung
- Tritec AG, Aarburg: Systemanbieter von Photovoltaik-Grossanlagen, elektrischen Speichern und Wärmepumpen in der Schweiz (ist dort mit 10 % Marktanteil einer der Marktführer) und in Deutschland sowie Grosshandel mit entsprechenden Komponenten; 60 % EDH-Beteiligung seit 2015, die restlichen Anteile hält der Tritec-Gründer Giorgio Hefti[3]
- winsun AG, Hauptsitz Steg VS: 100% Tochter für Planung und Installation von Photovoltaikanlagen, Speichermedien und Smart-Home-Steuerungen [Einstieg mit 51 % Beteiligung im August 2017, die restlichen Anteile hielten die Gründer (39 %) sowie die Inretis Holding AG (10 %)[4]; seit November 2019 ist die winsun AG zu 100 % Teil der Energiedienst Holding AG[5]].
- naturenergie sharing GmbH, Anbieter von e-Car-Sharing in Südbaden, 50 % Beteiligung (übrige: 50 % Stadtmobil Südbaden AG)
- Messerschmid Energiesysteme GmbH, Anbieter von BHKWs, Biomasseanlagen und Solartechnik, Beteiligung 60 % (übrige: 40 % Rolf Messerschmid, Inhaber)

## Aktie
Die Aktien des Unternehmens sind an der Schweizer Börse SIX Swiss Exchange notiert, werden aber auch an den Börsen in Berlin, Frankfurt und Stuttgart gehandelt. Hauptaktionärin der Energiedienst Holding war bis Dezember 2011 mit 82 % die deutsche EnBW. Zweitgrösste Aktionärin ist seit 22. Dezember 2011 die Services Industriels de Genève (SIG) mit 15,05 %, während der Anteil der Hauptaktionärin auf 66,7 % sank.
Für das Jahr 2017 wurde eine Dividende von CHF 1 je Aktie gezahlt. Der Kurs lag etwa bei CHF 25, so dass diese Dividende einer 4%igen Verzinsung entspricht.

## Zahlen
Naturenergie beliefert in Deutschland 317’679 Privat-, Gewerbe- und Industriekunden sowie Kommunen mit Strom und Gas. Der Schwerpunkt liegt dabei auf Südbaden und den angrenzenden Regionen im Regierungsbezirk Freiburg in Baden-Württemberg.
Die enalpin AG mit Sitz in Visp versorgt im Kanton Wallis Industriebetriebe sowie – in Zusammenarbeit mit den umliegenden Gemeinden – Teile der Walliser Bevölkerung mit elektrischer Energie.

## Kraftwerke
Die leistungsstärksten von der Holding betriebenen Kraftwerke sind:
- Wasserkraftwerk Wyhlen
- Neues Wasserkraftwerk Rheinfelden
- Wasserkraftwerk Ryburg-Schwörstadt
- Wasserkraftwerk Säckingen
- Wasserkraftwerk Laufenburg
- Wasserkraftwerk Albbruck-Dogern

Darüber hinaus betreibt Energiedienst zahlreiche Kleinwasserkraftwerke.